# 1800

## أحداث
- نهاية شبه الحرب في 30 سبتمبر 1800 والتي بدأت في 7 يوليو 1798.
- يناير - كارلوس الرابع ملك إسبانيا يرسل فريقا طبيا إلى المغرب استجابة لطلب السلطان مولاي سليمان بعد تفشي مرض الطاعون.
- 13 فبراير – تأسيس بنك فرنسا.
- 14 مارس – البابا بيوس الثاني عشر يصبح بابا الفاتيكان رقم 251.
- 24 أبريل – تأسيس مكتبة الكونغرس.
- 15 مايو – نابليون يعبر جبال الألب ويغزو إيطاليا.
- 2 يونيو - ظهور لقاح الجدري في أمريكا الشمالية لأول مرة.
- 14 يونيو – معركة مارينغو: نابليون يهزم الجيش النمساوي قرب مارينغو بإيطاليا.
- 5 سبتمبر – القوات البريطانية تحرر جزر مالطا وجوزو من الفرنسيين، بعدما استغاث المالطييون بهم.
- 1 نوفمبر – الرئيس الأمريكي جون آدامز يصبح الرئيس الأمريكي الأول الذي يسكن البيت الأبيض.
- 17 نوفمبر – الكونغرس الأمريكي يعقد أولى جلساته بالعاصمة واشنطن.
- 3 ديسمبر – معركة هوهنليندن: الفرنسيون يهزمون الألمان.
- 24 ديسمبر – فشل محاولة اغتيال ضد نابليون في باريس.

## مواليد
- تشارلز جوديير
- جون براون
- فريدرش فولر
- ميلارد فيلمور
- نات ترنر
- ناصيف اليازجي
- هيلموت فون مولتكه
- وليم فوكس تالبوت

## وفيات
- أبراهام جوتهيلف كيستنر
- الجنرال كليبر
- لويس شارل أنطوان دوزيه